# 莞深高速公路
莞深高速公路，也叫增莞深高速公路，为连接广州市增城区及深圳市梅观高速的收费高速公路，南北走向，屬于中国国家高速公路网编制中G94珠三角環線高速公路的一部分。

## 历史
1995年,东莞市委市政府决定打破国家财政专项拨款的建设模式,通过自行规划、自筹资金、自行建设的模式建设莞深高速公路。并由东莞市公路桥梁开发建设总公司（后改组成东莞发展控股）组织建设。1997年1月和1997年10月完成第一期工程和第二期工程可行性研究报告的编制工作。这是中国首条由普通地级市出资兴建的高速公路。
整条高速公路分三期建设。
第一期（梅观高速至塘厦），1997年2月动工，1998年4月通车。
第二期（横坑至塘厦），1999年3月动工，2000年9月28日通车，延伸段（东莞至莞龙路）于2003年3月25日通车。
三期（广惠高速连接线）于2009年9月29日通车，全长5.6公里。设计时速为100公里，双向6车道。
莞深高速公路建成之后，正是珠三角飞速发展的时期，来往车流量猛增，远远超出设计容量，虽然后来有诸多高速路，快速路开通分流，但仍难以满足需要。对该公路进行扩建也就提上议程。扩建方案维持原高速公路走向，起点位于东莞市与深圳市交界处，与深圳市梅观高速公路对接，终点位于东城街道莞龙立交，路线全长约46.552公里。本次改扩建采用设计速度100公里/小时、双向十车道（局部路段双向十二车道）高速公路技术标准建设。

## 互通枢纽及服务设施
| 地区                                                                                         | 里程 | 类型                              | 名称       | 连接                             | 说明                 |
| -------------------------------------------------------------------------------------------- | ---- | --------------------------------- | ---------- | -------------------------------- | -------------------- |
| 广州市 增城区                                                                                |      | (82)                              | 石滩       | 广惠高速公路 广州北三环高速公路  |                      |
| 广州市 增城区                                                                                |      | (79)                              | 石头       | 291县道                          |                      |
| 广州市 增城区                                                                                |      | (73)                              | 石滩东     | 惠肇高速公路                     |                      |
| 东莞市                                                                                       |      | (70)                              | 石碣       | 广园快速路 东莞环城快速路 铭华路 |                      |
| 东莞市                                                                                       |      | 出入口                            | 莞龙       | 莞龙路                           |                      |
| 东莞市                                                                                       |      | 出入口                            | 东莞       | 莞樟路                           |                      |
| 东莞市                                                                                       |      | 枢纽                              | 上屯       | 东部快速干线 松山湖大道          | 现时起点             |
| 东莞市                                                                                       |      | 出入口                            | 管理中心   | 佛岭路                           | 仅限内部人员车辆进入 |
| 东莞市                                                                                       |      | 枢纽                              | 寮步       | 番莞高速公路                     |                      |
| 东莞市                                                                                       |      | 出入口                            | 石大路     | 石大路                           |                      |
| 东莞市                                                                                       |      | 出入口                            | 大朗       | 台中路 基隆路                    |                      |
| 东莞市                                                                                       |      | 枢纽                              | 大有园     | 虎岗高速公路                     |                      |
| 东莞市                                                                                       |      | 停车场 · 加油设施 · 修车站 · 餐厅 | 黄江服务区 | 黄江服务区                       |                      |
| 东莞市                                                                                       |      | 出入口                            | 黄江       | 公常路                           |                      |
| 东莞市 塘厦镇                                                                                |      | 枢纽                              | 塘厦       | 惠塘高速公路                     |                      |
| 东莞市 塘厦镇                                                                                |      | 出入口                            | 大坪       | 蛟坪大道                         |                      |
| 东莞市 塘厦镇                                                                                |      | 停车场 · 加油设施 · 修车站 · 餐厅 | 塘厦服务区 | 塘厦服务区                       |                      |
| 深圳市 龙华区                                                                                |      | 枢纽                              | 黎光       | 梅观高速公路 深圳外环高速公路    |                      |
| 1.000 英里 = 1.609 千米；1.000 千米 = 0.621 英里 并行路段 • 已关闭／取消 • 限制进入 • 未开放 |      |                                   |            |                                  |                      |

## 圖片集

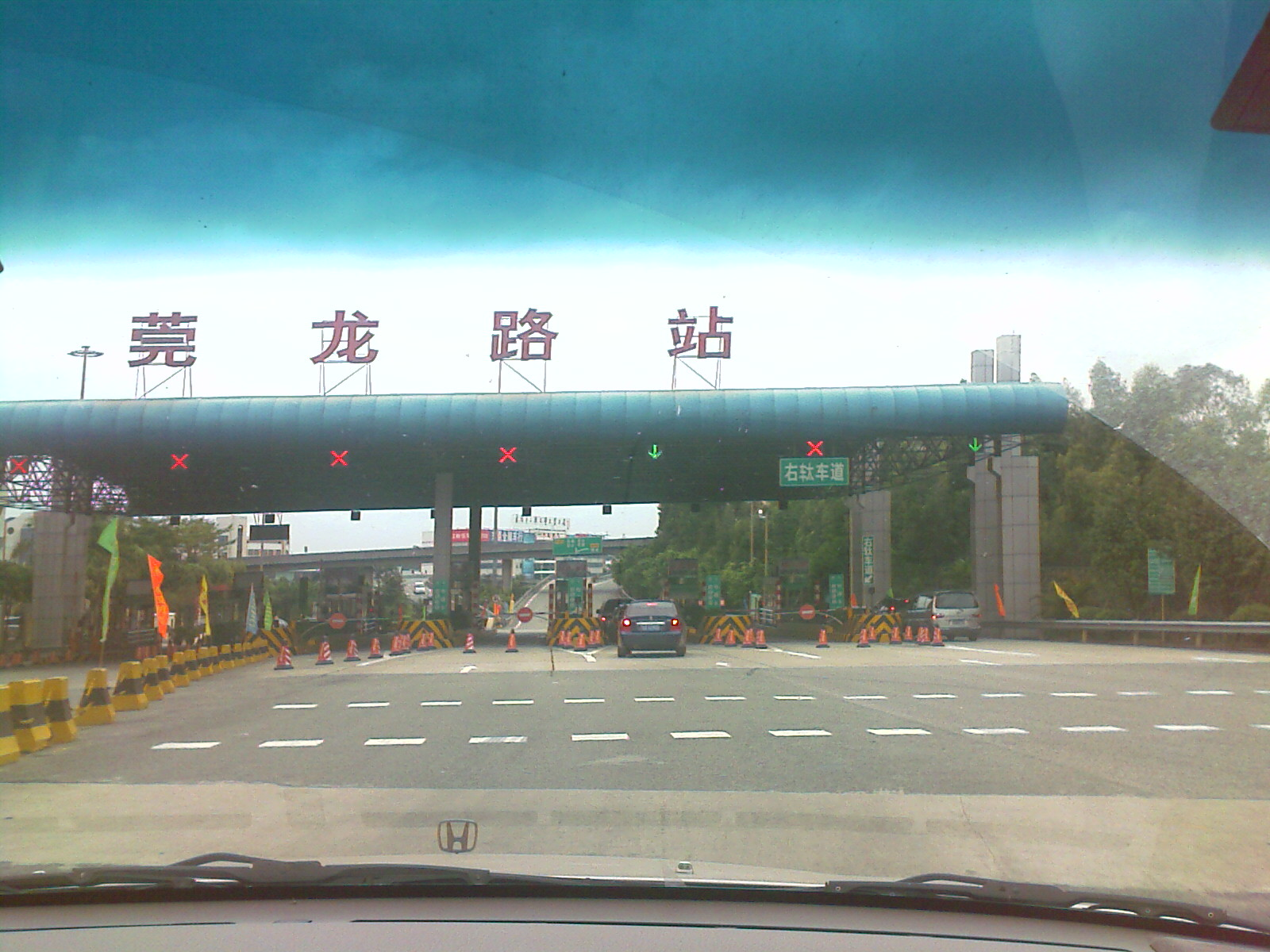
莞龍路收費站
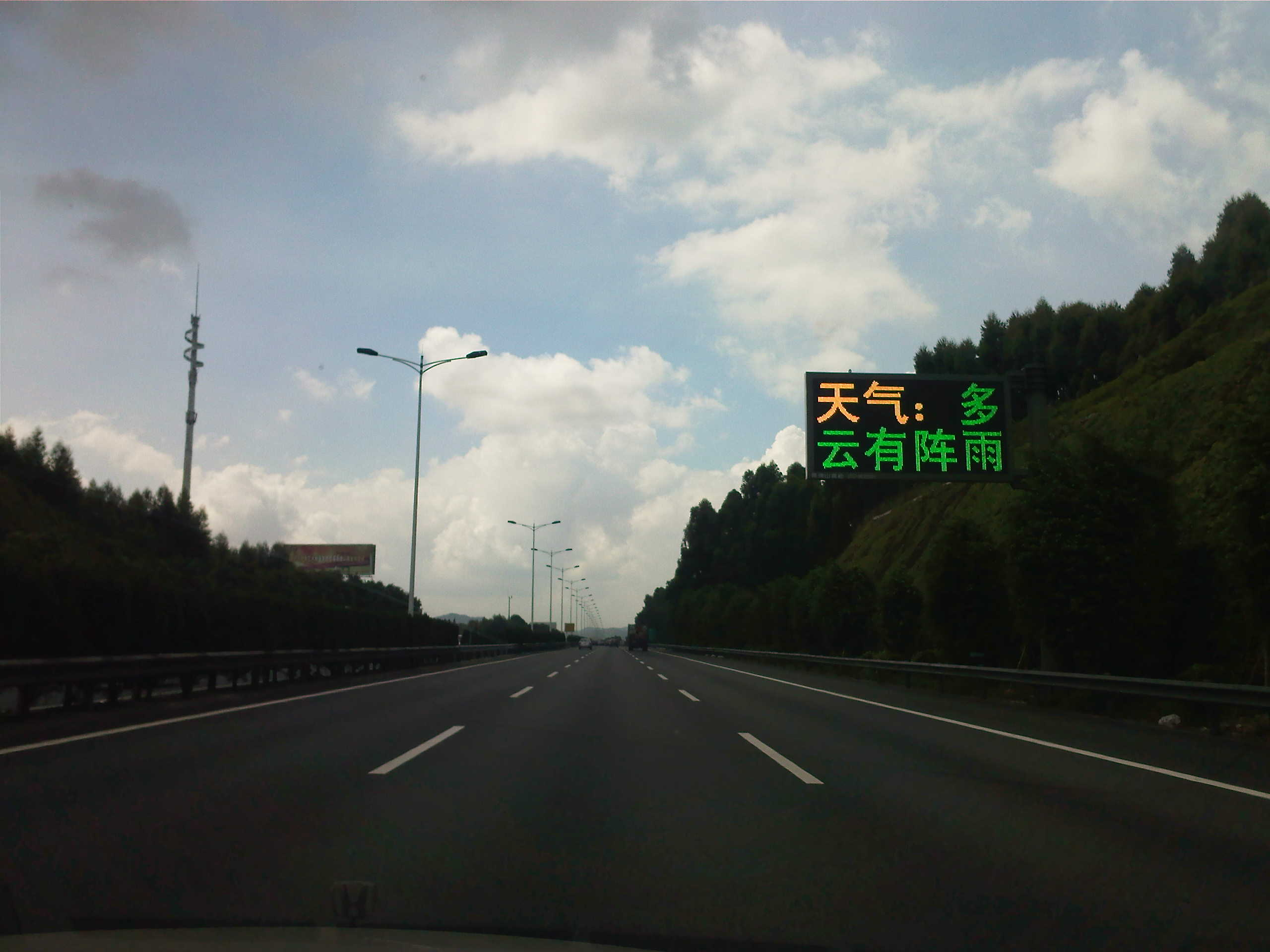
修整後的莞深高速公路
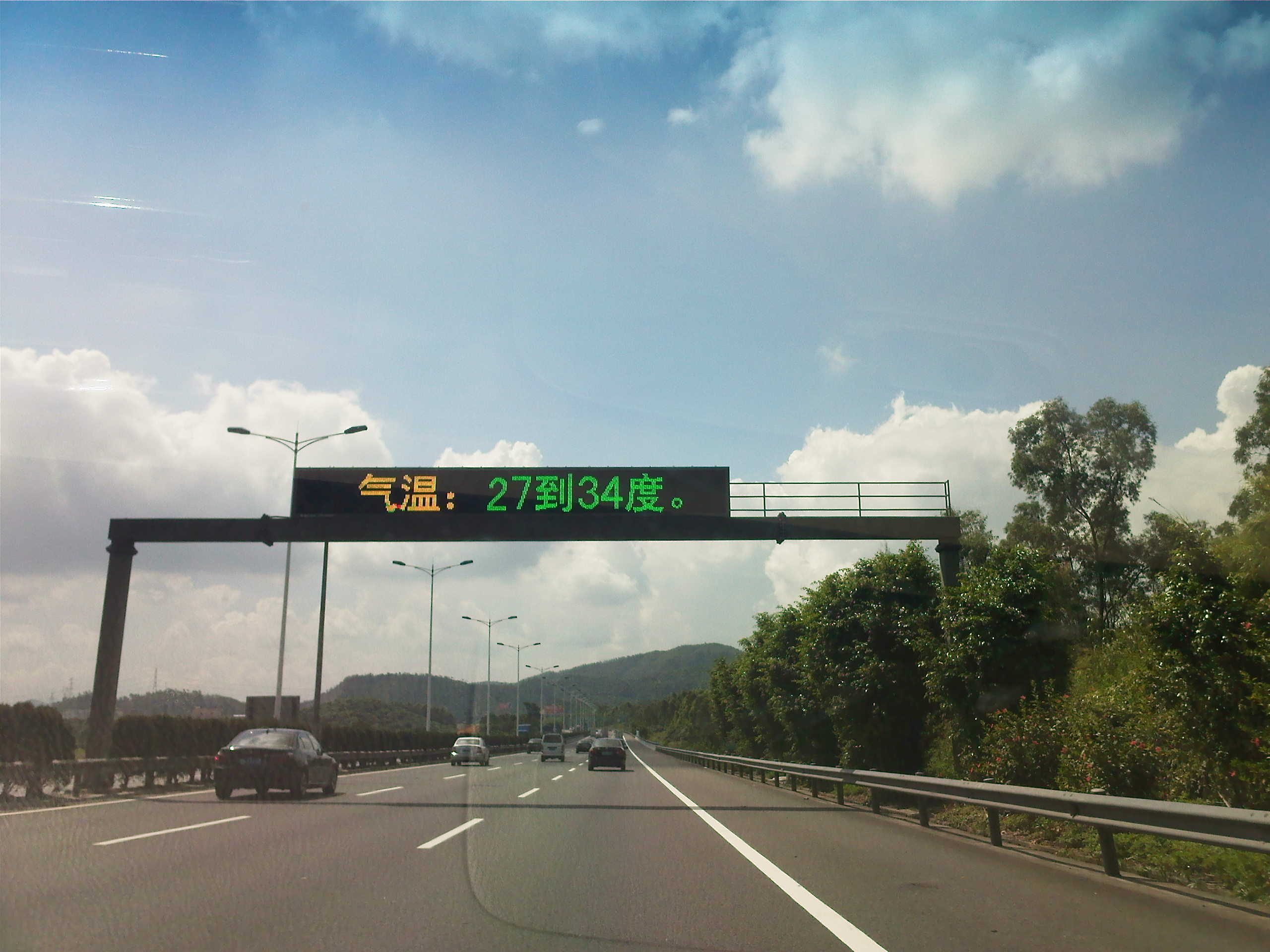
電子式資訊顯示
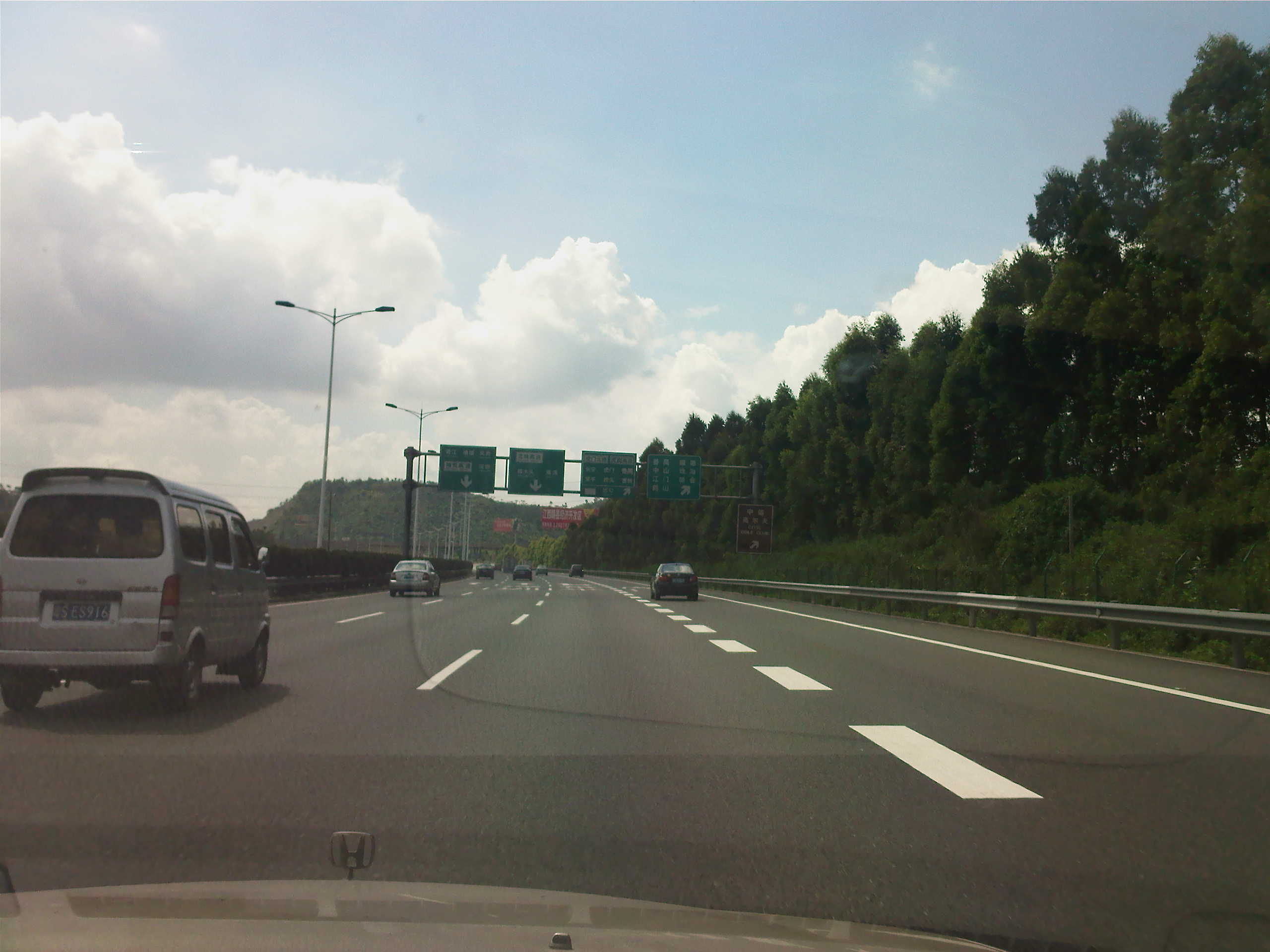
莞深高速公路與虎崗高速公路交匯點前